# Blauw blauw
Blauw blauw was een Nederlandse politieserie van RTL 4.
Blauw blauw ging over de dagelijkse beslommeringen van een politiebureau in de wijk de Pijp te Amsterdam.

## Verhaal
Op het bureau in de Amsterdamse volkswijk De Pijp werken de rechercheurs Paul (Rick Engelkes), Karin (Devika Strooker) en Wim (Johnny Kraaijkamp jr.). Paul en Karin waren ooit getrouwd en delen nu nog hun zoon Casper, die bij zijn vader opgroeit. Wim is een door het leven geharde, ervaren speurder zonder privéleven. Hij is een notoire hoerenloper en vindt een schouder om op te rusten bij het Filipijnse hoertje Polly (Cystine Carreon). Uiteraard een onhoudbare situatie voor een politiefunctionaris.
Henny (Ella van Drumpt) is inspecteur en chef van het wijkteam. Ze stort zich volledig op haar werk en is daardoor vrijgezel gebleven. Voor haar medewerkers wil zij een wijze moeder zijn die streng doch rechtvaardig handelt. Rodney (John Williams), Astrid (Manoushka Zeegelaar-Breeveld), Stefan (Pim Veth) en Susan (Lottie Hellingman) dragen het blauwe uniform. Rodney en Astrid zijn broer en zus, maar verschillen als dag en nacht. Rodney is een levensgenieter, leeft van dag tot dag, heeft niet te veel ambities en neemt de regels niet allemaal even nauw. Astrid is wel ambitieus, maar ook onzeker. Als ze dat probeert de verbergen door zich in de frontlinie te begeven, maakt ze vaak brokken.
Stefan is straatagent, komt uit de provincie en moet leren dat de wet in Amsterdam per situatie anders wordt toegepast. Zijn vrouw Eva kan niet wennen aan de mentaliteit in de hoofdstad en blijft verlangen naar haar geboortedorp. Susan loopt stage als balie-agente en is een vrolijke meid met belangstelling voor iedereen. Ze zingt ook in een band.

## Rolverdeling
- Ella van Drumpt - Henny Krijgsman
- Rick Engelkes - Paul Opstal
- Lottie Hellingman - Susan Meerval
- Johnny Kraaijkamp jr. - Wim Kerbing
- Devika Strooker - Karin van der Meulen
- Pim Veth - Stefan Hart
- John Williams - Rodney Fortuyn
- Manoushka Zeegelaar Breeveld - Astrid Fortuyn